# 드로키아

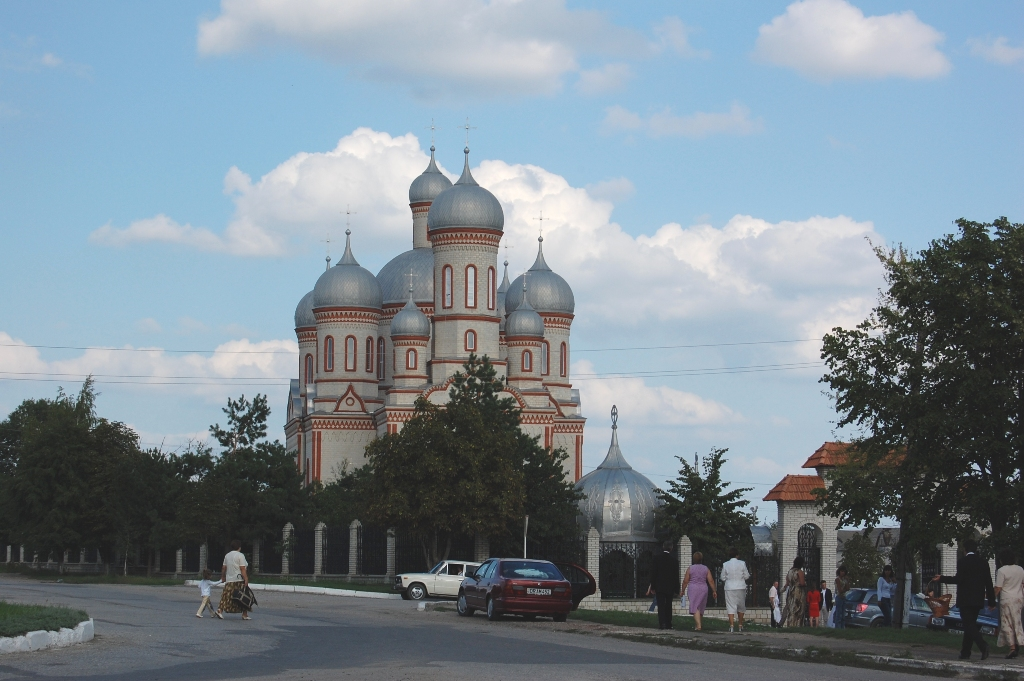
드로키아

드로키아(루마니아어: Drochia)는 몰도바 북부에 위치한 도시로 드로키아 구의 행정 중심지이며 높이는 226m, 인구는 20,400명(2012년 기준)이다.